# Edward Collins
Edward Collins (1er février 1941 - 4 mars 2019) est un homme politique irlandais du Fine Gael.

## Biographie
Il se présente pour la première fois aux élections dans la circonscription de Waterford lors d'une élection partielle en 1966, mais sans succès. Il est élu pour la première fois au Dáil Éireann en tant que député Fine Gael pour la circonscription de Waterford aux élections générales de 1969 et est réélu à chaque élection suivante jusqu'à sa défaite aux élections générales de 1987.
Il est ministre d'État au ministère de l'Industrie et de l'Énergie sous la coalition de 1981-1982 et est reconduit dans ses fonctions après la deuxième élection de 1982. Il est ministre d'État au ministère du Commerce et du Tourisme de 1983 jusqu'à son limogeage en septembre 1986, après avoir refusé la demande de démission du Taoiseach Garret FitzGerald pour défaut de divulgation d'un conflit d'intérêts. Cela est lié à son implication dans les entreprises de transformation d'agneau de la famille Collins ; il avait démissionné de son poste de directeur après avoir été nommé ministre adjoint, mais un article de Fintan O'Toole dans Magill révèle qu'il a ensuite assisté à une réunion discutant d'une demande de prêt à l'Agricultural Credit Corporation, un organisme d'État,. FitzGerald considère que l'action de Collins a été faite « par inadvertance et clairement sans aucune intention inappropriée » et qualifie le limogeage de « décision personnelle la plus douloureuse » en tant que Taoiseach. Certains collègues du parti ont estimé que FitzGerald était trop pointilleux sur l'apparence d'irrégularités.
Collins est décédé le 4 mars 2019, à l'âge de 78 ans.